# 普里菲卡西翁 (托利馬省)
普里菲卡西翁是哥倫比亞的城鎮，位於該國西部，由托利馬省負責管轄，始建於1664年5月25日，面積290平方公里，海拔高度167米，2005年人口27,586，人口密度每平方公里95.12人。
3°52′N 74°56′W / 3.867°N 74.933°W